# Morton Prince
Morton Henry Prince (22 de diciembre de 1854 – 31 de agosto de 1929) fue un médico estadounidense especializado en neurología —del que fue pionero en Estados Unidos—y psicología anormal. Fue uno de los líderes en el establecer la psicología como disciplina clínica y académica, siendo miembro de asociaciones americanas de medicina y psicopatología, y presidente de la Asociación Americana de Neurología en 1910.
Formó parte de un puñado de hombres que difundieron las ideas europeas sobre la psicopatología, especialmente en la comprensión del fenómeno disociativo; y ayudó a fundar la Revista de Psicología Anormal en 1906, que editó hasta 1928, poco antes de su muerte un año después.

## Vida personal
Morton Prince fue hijo de Frederick O. Prince y Helen Susan Henry, una familia adinerada de Boston. Su padre era activo en la política, fue alcalde de Boston y candidato a gobernador demócrata. Morton Prince, tomando a su padre como influencia, se involucró en la vida social e intelectual de Boston. Prince se enteró después de su ascendencia judía, pues su familia eran descendientes de los primeros judíos sefardíes estadounidenses, interesándolo en la filantropía y las preocupaciones de su comunidad. Aunque en sus trabajos posteriores, no hacía muchas referencias a su judaísmo. Abraham Myerson, su colega judío, fue el protegido de Morton Prince.
Obtuvo su título de medicina en la Facultad de Medicina de Harvard en 1879. Prince esperaba obtener más instrucción clínica en Viena y Estrasburgo. Fue en París donde visitó a Jean Martin Charcot en la Salpêtrière. Quedó bastante impresionado con las teorías de Charcot, pero regresó a Boston para establecer una práctica de otorrinolaringología. Sin embargo, el hechizo del carismático Charcot era fuerte y rápidamente cambió su práctica a la neurología, e incluso adoptó el talento teatral de Charcot para impartir sus clases.

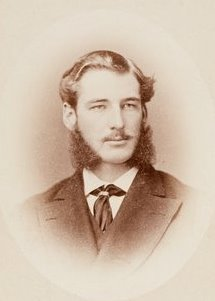
Morton Prince 1875

Se casó con Fanny Lithgow Payson, hija de Arthur Lithgow Payson y Claire Endicott Peabody. Tuvieron al menos dos hijos, Claire Morton Prince (quien al casarse cambió su apellido a M. Walcott), nacida alrededor de 1885, y Morton Peabody Prince, nacido el 6 de agosto de 1888.
Durante la Primera Guerra Mundial, Morton Prince fue director de una oficina de información y de una casa destinada a soldados y marineros de Massachusetts en el Hotel Lotti, París, Francia.

## Logros profesionales
Se convirtió en un devoto y ávido defensor del uso de la sugestión en el tratamiento de enfermedades mentales en los Estados Unidos y atrajo a su alrededor a todos los profesionales pioneros en el campo de la psicología anormal a principios del siglo como: Boris Sidis, James Jackson Putnam, William James y G. Stanley Hall. 
Se convirtió en el experto y pionero estadounidense, "el Pierre Janet estadounidense", en trastornos disociativos y enfocó gran parte de sus trabajos en el trastorno de personalidad múltiple.
Prince fundó la Revista de Psicología Anormal (y Social) con la ayuda del psicólogo ucraniano-estadounidense Boris Sidis, y la editó hasta un año antes de su muerte en 1928. Prince publicó algunos de sus artículos en esta revista, incluidos La disociación de una personalidad en 1906, El inconsciente en 1914 y Estudios clínicos y experimentales sobre la personalidad en 1929. Esta revista era de interés para aquellos interesados en neurosis, aunque también era muy vocal en cuanto a su postura contraria a Freud y su psicoanálisis. Finalmente, la revista pasó a manos de la Asociación Americana de Psicología (APA). 
Prince fue un escritor prolífico, publicó en total seis libros y escribió más de 100 artículos científicos sobre medicina general, filosofía, neurología y psicopatología.
También fundó la Asociación Estadounidense de Psicopatología y de la Clínica Psicológica de Harvard.
Su caso más famoso fue el de Christine Beauchamp, pseudónimo de Clara Norton Fowler, en La disociación de una personalidad (1906), detallando el trastorno de personalidad múltiple de aquella muchacha a sus 23 años, su tratamiento y las experiencias de las cuatro identidades, o como Morton Prince les llamó colectivamente, "la familia".
Se desempeñó también como segundo presidente de los departamentos de psiquiatría y neurología de la Facultad de Medicina de la Universidad de Tufts en 1902 a 1912. Aunque sus propuestas no fueron las más difundidas de la época, siguió siendo una figura eminente; Carl Jung, por ejemplo, contribuyó a su festschrift de 1925, Problemas de personalidad: estudios presentados al Dr. Morton Prince. Prince fundó la Clínica Psicológica de Harvard en 1927, solo dos años antes de su muerte. Esa clínica estableció un importante bastión estadounidense para investigaciones psicológicas de amplio alcance sobre la personalidad que incluyeron a varias de las luminarias de ese campo (Henry Murray, Gordon Allport y Robert W. White), quienes se hicieron famosos extendiendo las ideas que Prince enseñó por primera vez.
Prince, como muchos hombres prominentes de la ciencia psicológica de principios del siglo XX, intentaban librar a la psicopatología del moralismo que la consideraba una degeneración o de la medicina que veía una degeneración hereditaria, pero que aún no había poseía una teoría general. Prince puso el énfasis en la importancia del subconsciente para los síntomas histéricos, al mismo tiempo que Freud. Sin embargo, se mostró abiertamente crítico del psicoanálisis. Por ejemplo, consideraba que la líbido freudiana era "pre-científica, una concepción metafísica", análoga al magnetismo animal de Mesmer, y se preguntaba si el "simbolismo sexual que señalaba en cada variedad de arquitectura no podría considerarse un prototipo de paranoia". 
Su innovador trabajo sobre la personalidad se hizo famoso a través de Henry Murray, quien asumió el cargo de director de la Clínica y trabajó para elaborarlo de una manera más sistemática y accesible.

## Escepticismo
Prince era escéptico de las afirmaciones paranormales y creía que tales experiencias podrían explicarse psicológicamente (ver psicología anormal). Fue uno de los primeros miembros de la Sociedad Estadounidense de Investigación Psíquica y miembro constante de la Sociedad de Investigación Psíquica. Fue uno de los primeros investigadores en realizar un estudio científico sobre la observación de cristales.

## Publicaciones Seleccionadas
- Prince, M. (1885). The Nature of Mind and Human Automatism.. Philadelphia, Lippincott.
- Prince, M. (1906). The Dissociation of a Personality.. New York: Longmans, Green, & Co. Second edition (1908)
- Prince, M. (1909). Psychotherapeutics: A Symposium.. Boston: R. G. Badge.
- Prince, M. (1909). My Life as a Dissociated Personality. Prince, M (Ed.). Boston: R. G. Badger.
- Prince, M. (1915). The Psychology of the Kaiser: A Study of his Sentiments and his Obsessions. London: Unwin Ltd.
- Prince, M. (1915). The Unconscious: The Fundamentals of Human Personality, Normal and Abnormal. New York, Macmillan.
- Prince, M. (1929). Clinical and Experimental Studies in Personality. Cambridge, Massachusetts: Sci-Art.
- Prince, M. (1975). Psychotherapy and Multiple Personality: Selected Essays. Hale, Jr., N. G. (Ed.). Cambridge, Massachusetts: Harvard University Press. ISBN 0-674-72225-6